# Maydell
Maydell är en estnisk adelsätt, där två utslocknade grenar fått svenskt adelskap. Namnet har skrivits på flera olika sätt, där Maidel och Maijdell är två varianter.
Den friherrliga ätten Maydell adlades i slutet av 1600-talet. Ätten introducerades på Riddarhuset samma år, men utslocknade på svärdssidan 1814.

## Historik
Släkten är känd sedan 1300-talet, har namn efter herrgården Maidla, (tyska Wrangelstein) i landskapet Ida-Virumaa, men som såldes ur släkten 1499.
Under åren 1561–1721 var Estland under svenskt herradöme, och flera av släktens medlemmar tjänstgjorde då i den svenska krigsmakten. Släkten tillhörde då Riddarhuset i Reval (estniska Tallinn). 
Förutom vid riddarhusen i Reval och Stockholm har släkten Maydell varit inskriven vid riddarhusen i Riga (Livland) och Mitau (Kurland).
Den 31 december 2023 var 4 personer med efternamnet Maidell folkbokförda i Sverige.

### Svenska friherrliga grenen
Georg Johan Maydell den äldre (1648–1709) som gjort en framstående militär karriär, upphöjdes 1693 av Karl XI till svensk friherre och introducerades på Riddarhuset i Stockholm samma år med nummer 102. Av hans söner blev Otto Johan Maydell först svens generalmajor men begärde avsked 1727 och bosatte sig då på sitt gods Kegel (estniska Keila) i Estland. Han gick senare i rysk tjänst som generalmajor vid Ukrainska lantmilisen. Även andra manliga medlemmar av ättegrenen inehade ryska tjänster vid samma tid.
Den friherrliga ättegrenen utslocknade på svärdssidan 1814 med en ogift sonson till Otto Johan Maydell.

### Svenska naturaliserade adelsgrenen
Georg Johan Maydell den yngre (1675–1737) var kusinbarn till den äldre med samma namn. Han var med Karl XII i Bender och förblev i svensk militär tjänst också efter att Estland blivit ryskt. Han naturaliserades som svensk adelsman 1731 och introducerades på Riddarhuset i Stockholm samma år med nummer 1847. Han tilldelades "överstes karaktär" men hade sluttjänst som överstelöjtnant vid Västmanlands regemente 1733. Hans gren utslocknade med en son som dog barnlös 1754.

## Kända medlemmar av ätten
- Georg Johan Maydell den äldre (1648–1710), svensk general
- Otto Johan Maydell (1682–1736?), svensk militär, senare i rysk tjänst
- Eva Maydell (född 1986), bulgarisk politiker

## Släktträd (urval)
Släkttavlan är baserad på Elgenstiernas uppgifter. Siffror i parentes avser tabellnummer referens.
- Johan Maydell (död 1586), ryttmästare i svensk tjänst
  - Tönnes Maydell (död 1600), amiral
    - Georg Maydell (död 1637), överste, deputerad för den estländska adeln i Stockholm
      - Tönnes Maydell (död före 1657), ryttmästare (2)
        - Tönnes Fredrik Maydell (död före 1700), major
          - Georg Johan Maydell den yngre  (1675–1737), överste, naturaliserad Maydell

      - Otto Johan Maydell den äldre (död 1648), major (3)
        - Georg Johan Maydell den äldre (1648–1709), general, överbefälhavare i Finland, 1693 friherre Maydell 
          - Otto Johan Maydell (1682–1736?),generalmajor, senare i rysk tjänst (4)

## Bilder

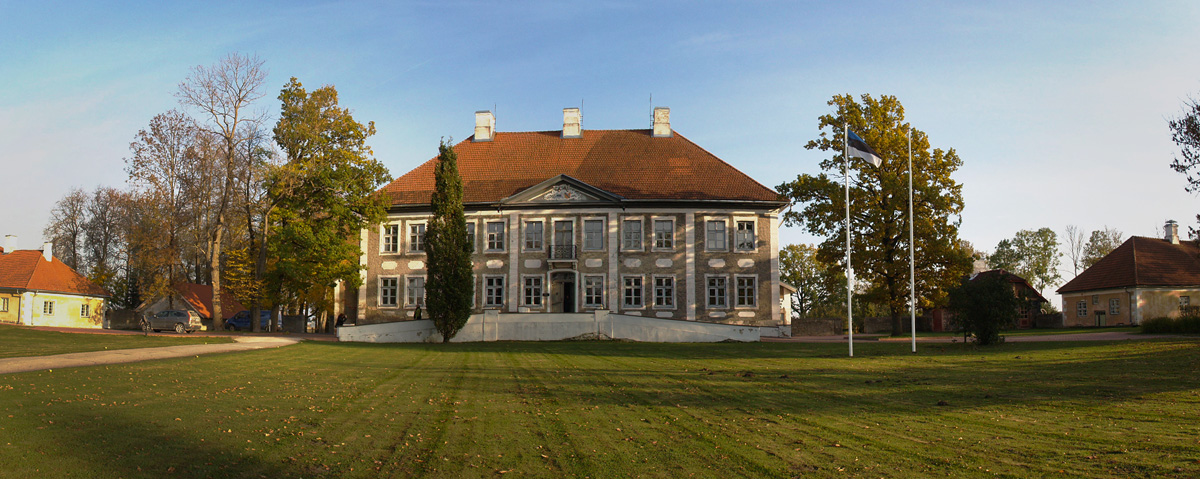
Ättens stamgods Maidla herrgård, Ida-Virumaa.
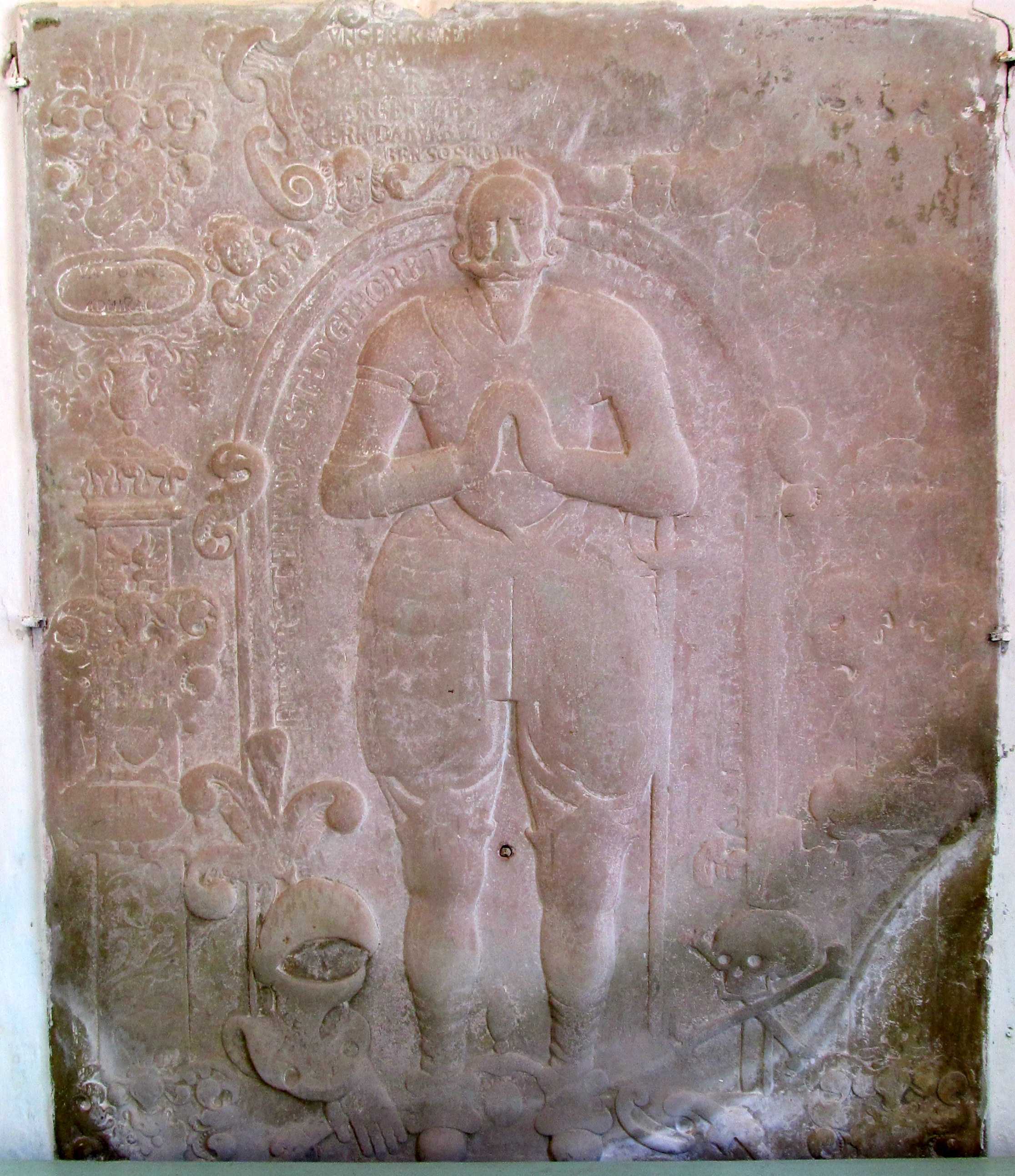
Gravvård för Jürgen von Maydell (död 1637) i Kullamaa kyrka, Lääne-Nigula kommun.
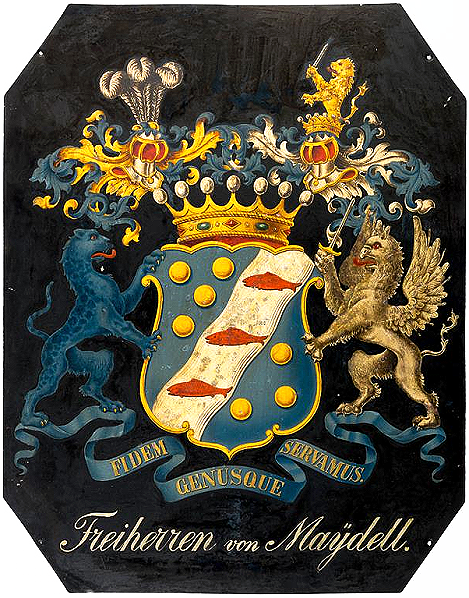
Maydells vapen i Revals riddarhus.
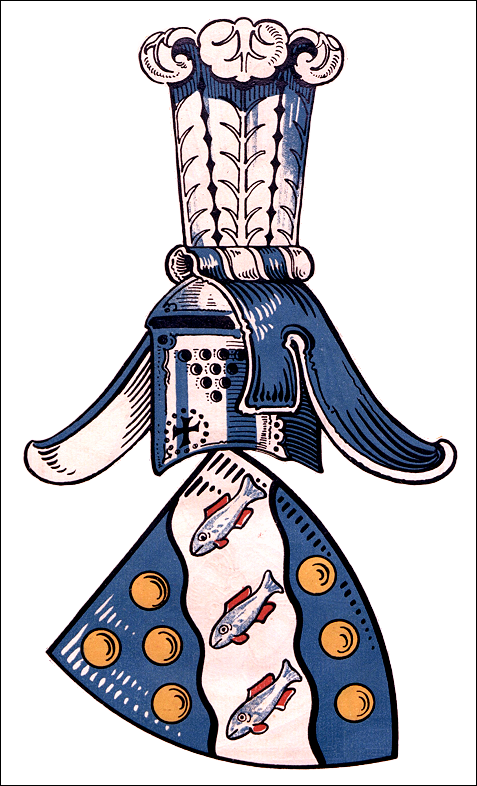
Maydells vapen.